# 劉榮廣

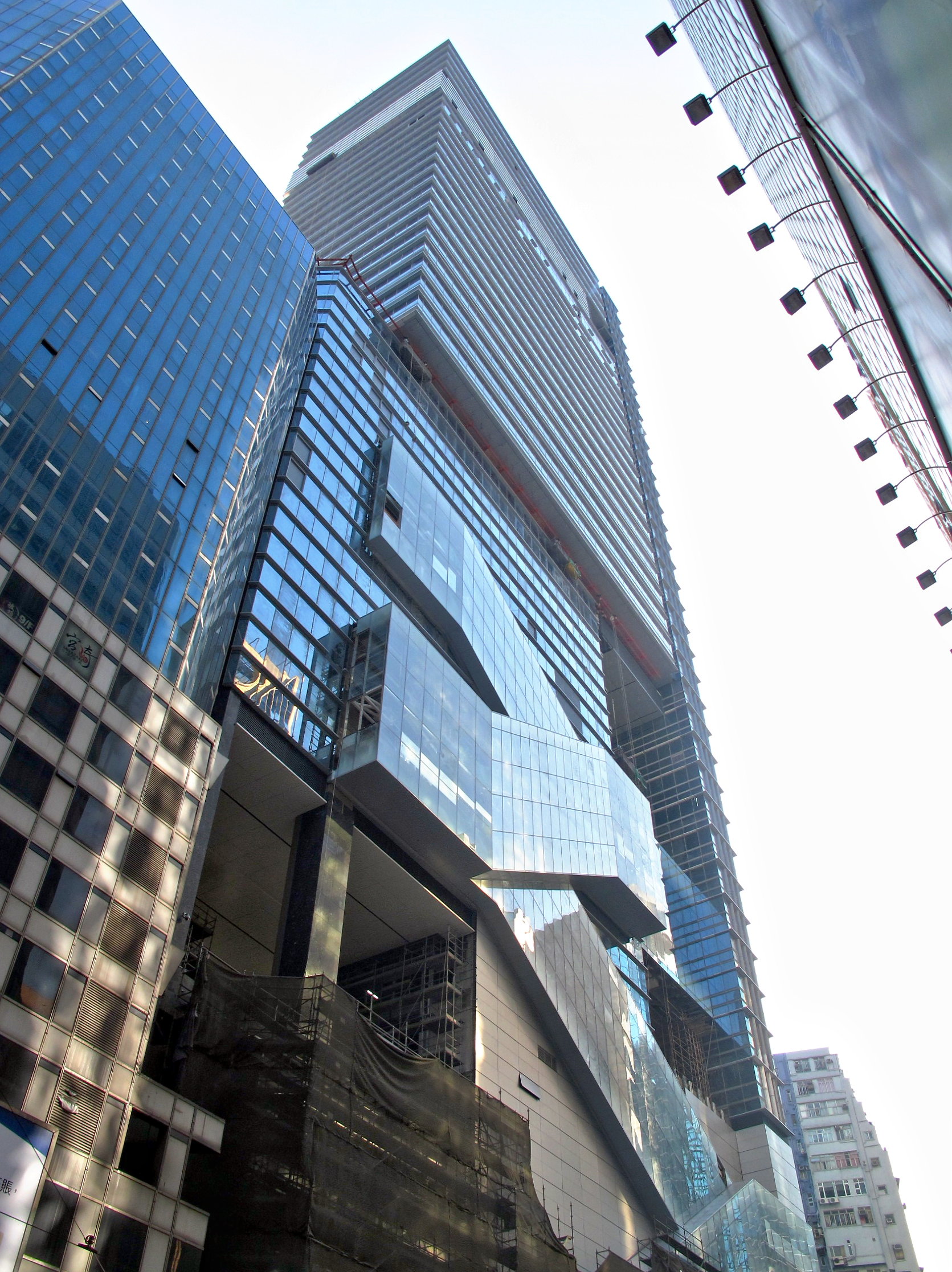
希慎廣場

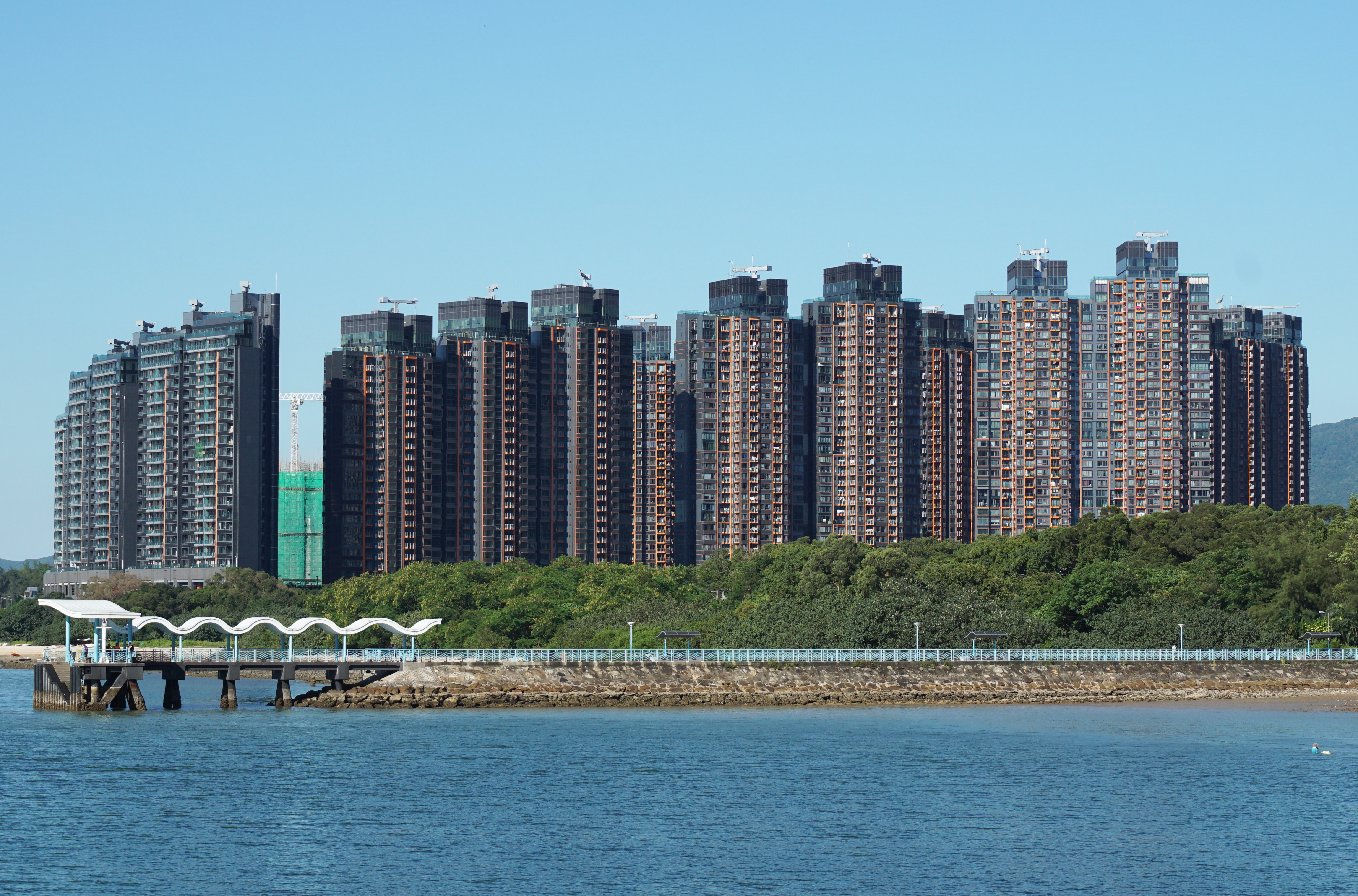
迎海

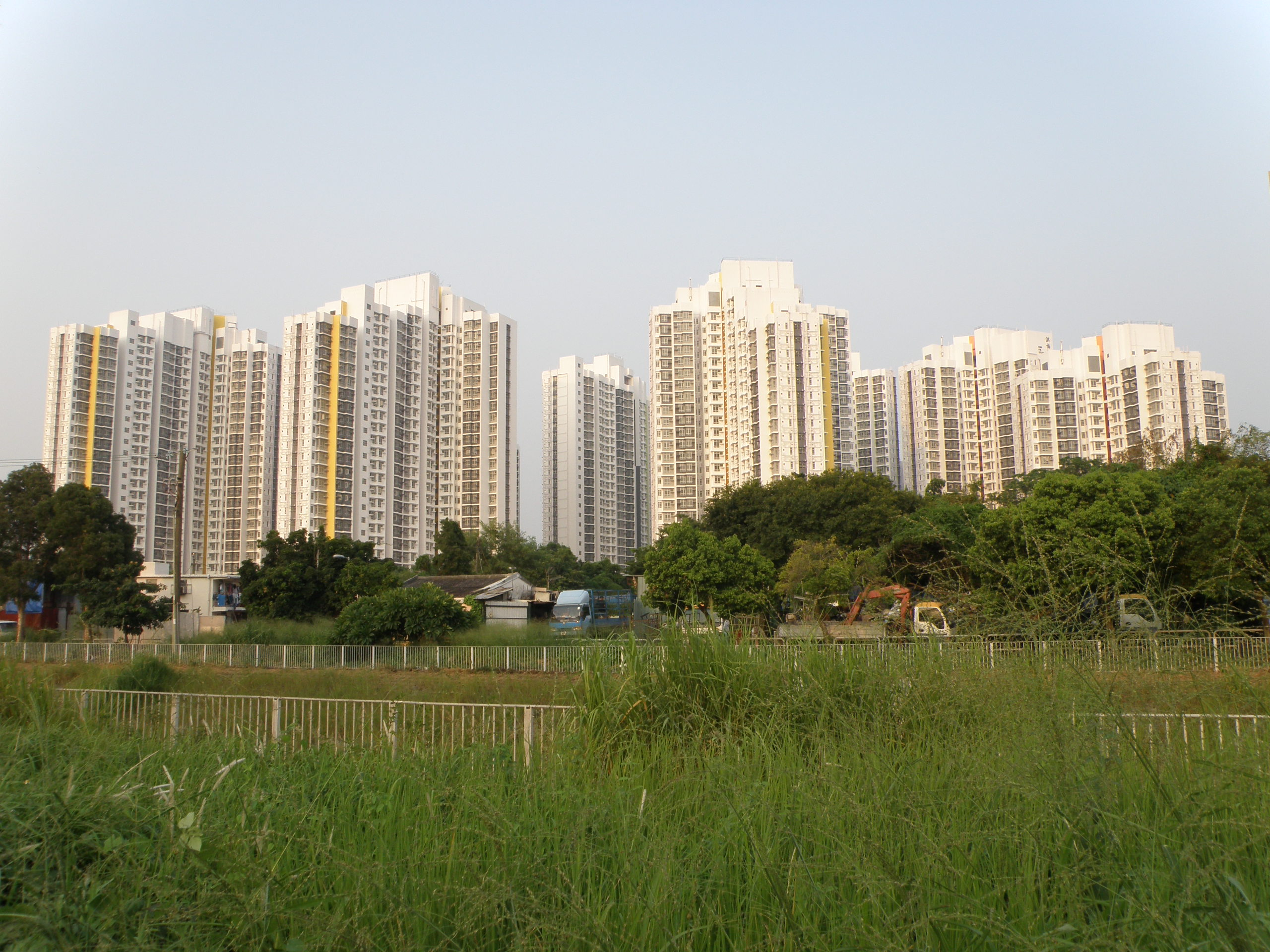
洪福邨

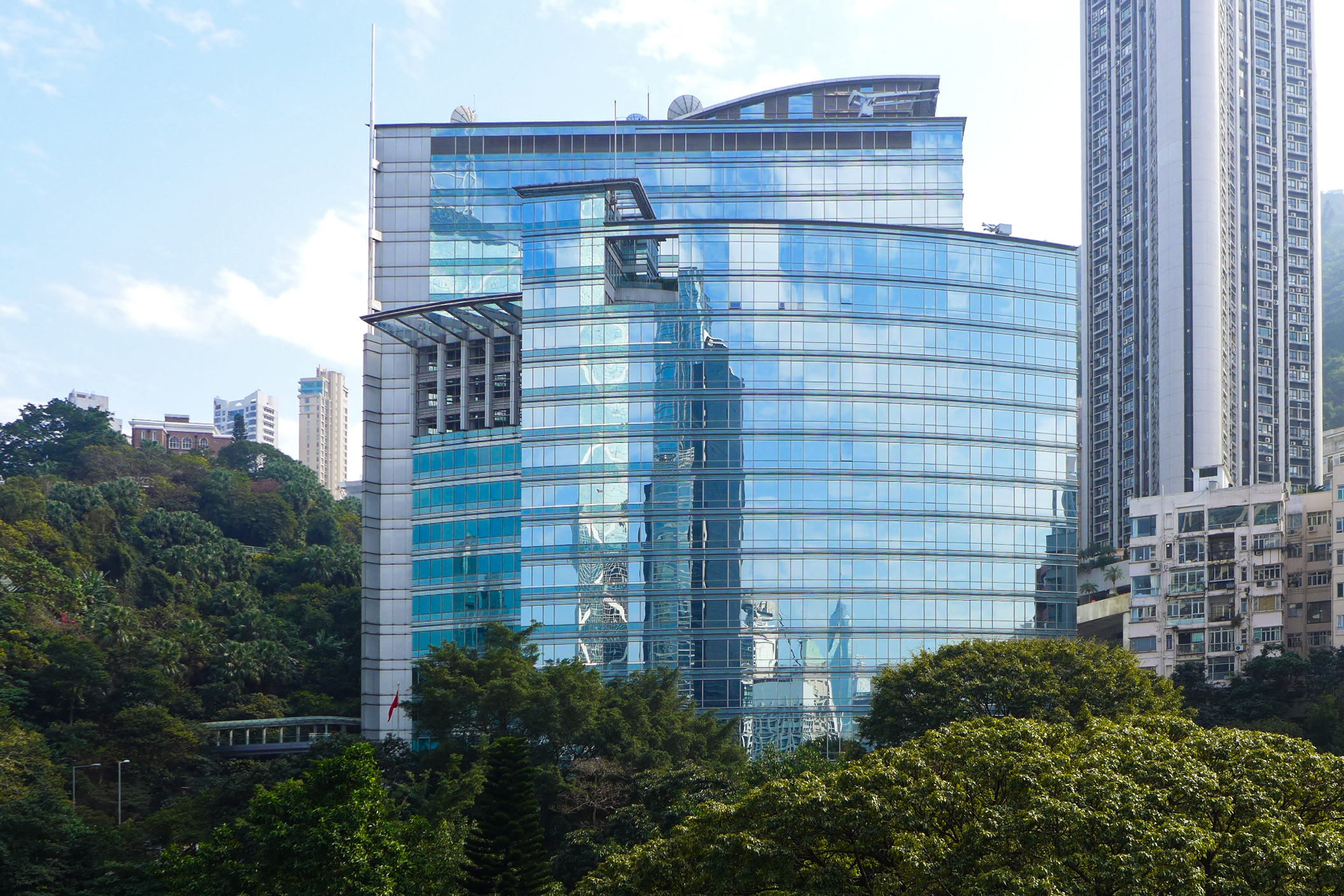
中國外交部駐香港公署大樓

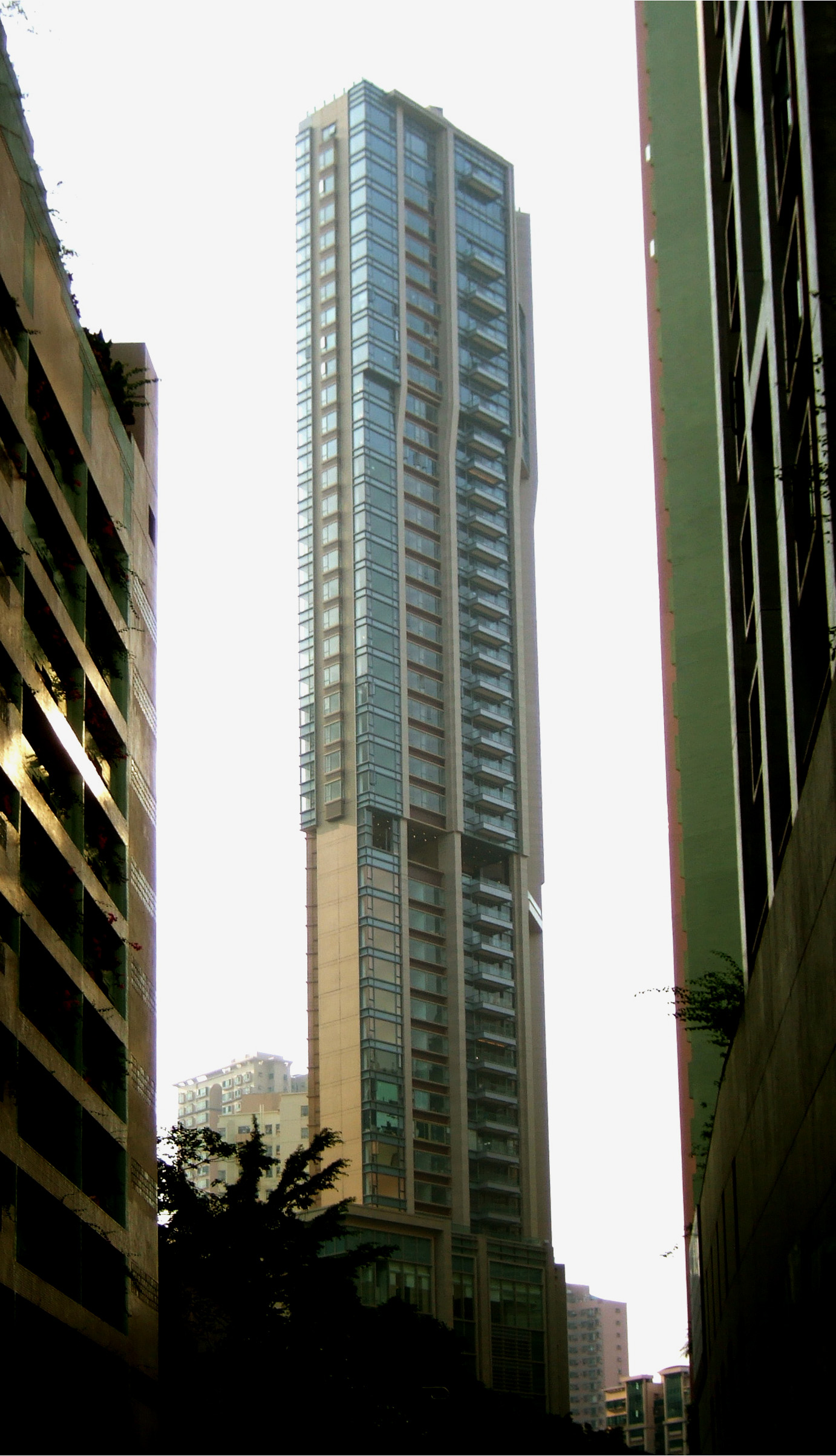
天匯

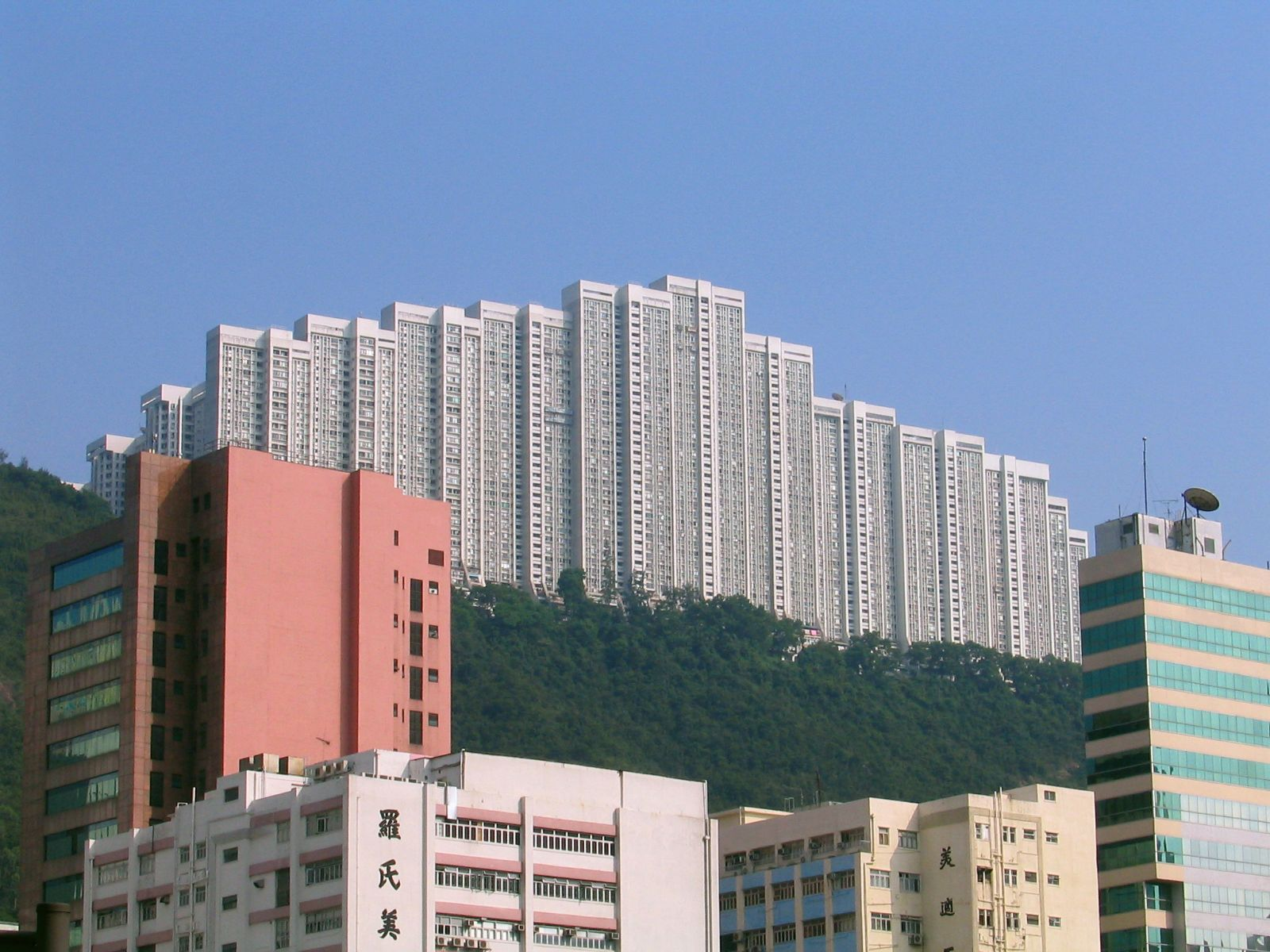
華景山莊

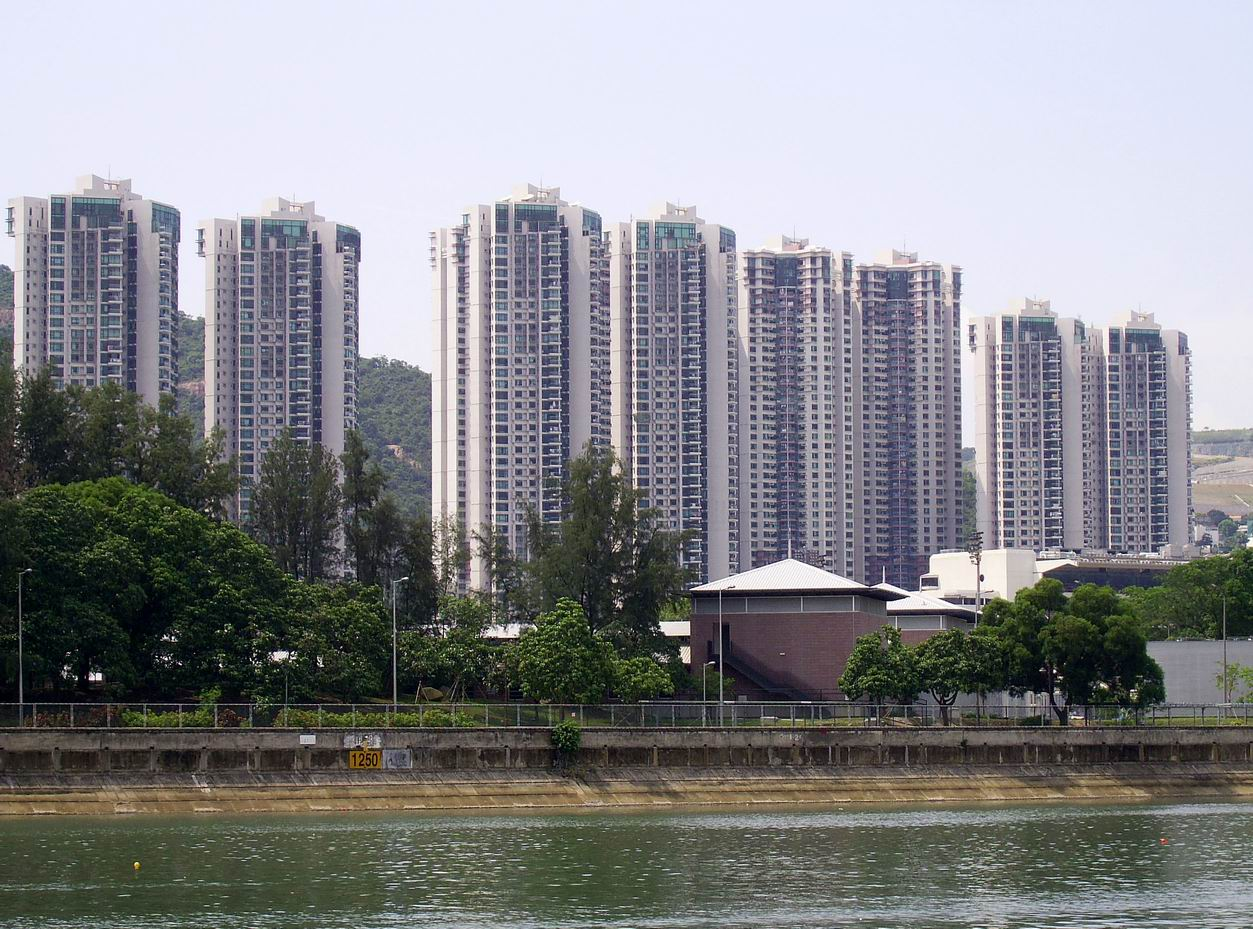
駿景園

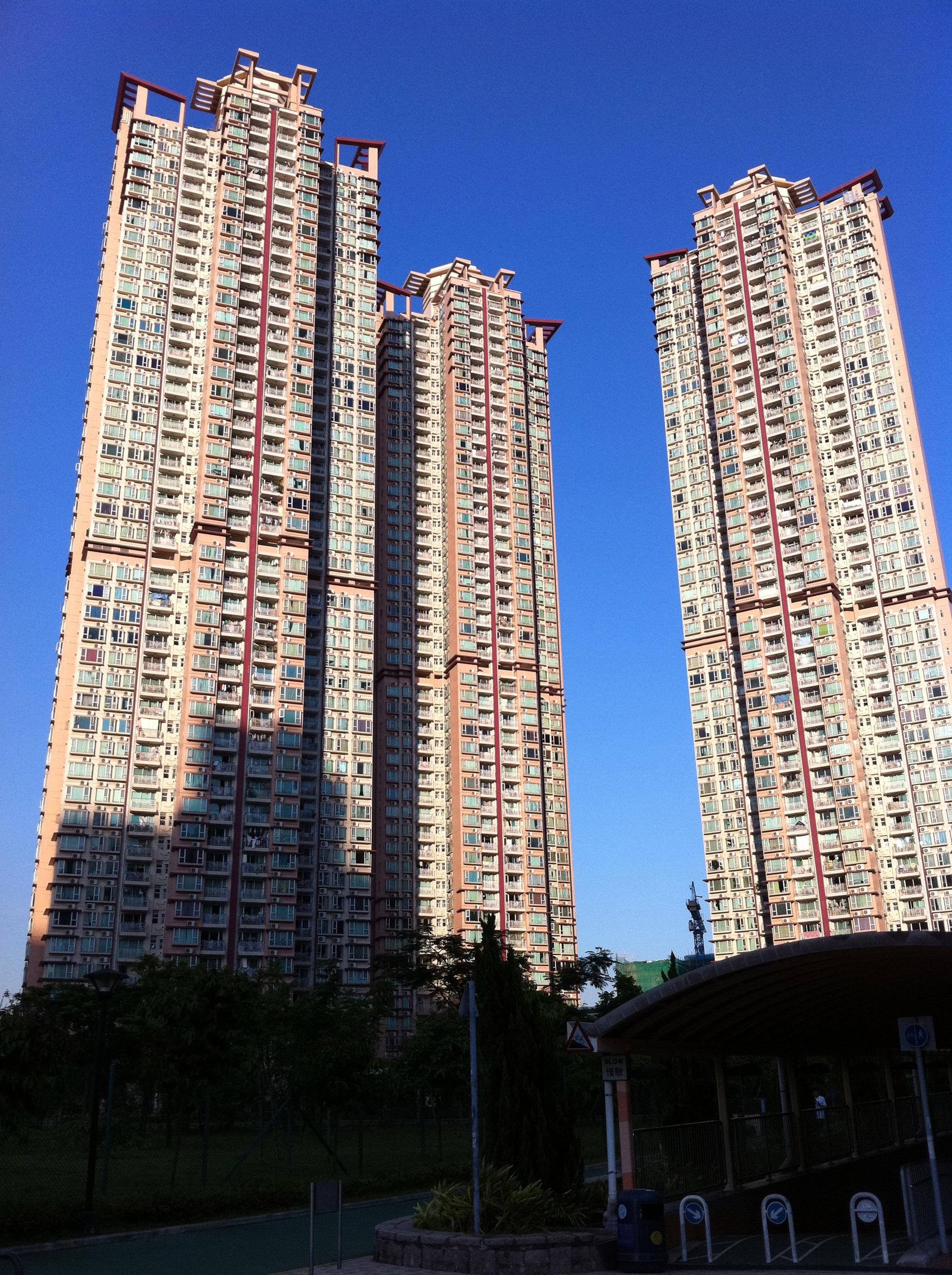
慧景軒

劉榮廣（英語：Dennis Lau，1941年11月20日—），香港建築師，現任建築師事務所商會主席。

## 背景
劉榮廣在1941年11月20日生於香港，1953年至1964年就讀聖若瑟書院，1964年至1969年完成香港大學建築系學士學位，並於1970年畢業，其後加入於1972年成立的伍振民建築師事務所任職，1994年該建築師事務所易名為劉榮廣伍振民建築師事務所（香港）有限公司，劉榮廣現任該公司香港區主席兼董事總經理及建築師事務所商會主席。除此之外，身為香港建築師學會成員的劉榮廣曾任港事顧問 及香港特別行政區第一屆政府推選委員會委員。

## 個人生活
劉榮廣在1972年與鄺氏（Eliza）於香港結婚，婚後育有3名子女，包括現任香港投資推廣署署長劉凱旋。

## 香港建築作品
- 長江集團中心二期
- 柴灣靈灰閣
- 柴灣第二靈灰閣
- 荃灣靈灰閣
- 逸東邨
- 石蔭邨第二、三期
- 東旭苑
- 駿洋邨
- 錦駿苑
- 啟鑽苑
- 啟翔苑
- 翠鳴臺
- 翠嶺峰
- 洪福邨
- 對面海邨
- 駿發花園
- 名鑄
- 瀚然
- 蔚然
- Mount Parker Residences
- 曉廬
- 天匯
- 龍譽
- 玖瓏山
- 君頤峰
- 愉景灣第五期---頤峯
- 迎海
- 利奧坊·曉岸
- 日出康城6期
- 中環廣場
- 中環中心
- 嘉湖銀座（現稱+WOO 嘉湖）
- 瓊華中心
- 金龍中心
- 利舞臺廣場
- 無限極廣場
- 又一城
- 利園一期
- 希慎廣場
- 奧海城第一、二期
- 西寶城
- 熙信樓
- 寶樺臺
- 逸意居
- 大潭映月閣
- 港灣豪庭
- 翔龍灣
- 華景山莊
- 喜雅
- 喜薈
- 喜漾
- 喜韻
- 喜盈
- 駿景園
- 慧景軒
- 麗港城
- 黃埔花園第四、九、十二期
- 鹿茵山莊
- 嘉湖山莊
- 滙景花園
- 康怡花園
- 維港灣
- 柏景灣、帝柏海灣
- 寶翠園
- 海名軒
- 縉皇居
- 創世紀 (住宅)
- 柏景臺
- 將軍澳中心
- 雍景臺
- 新都城第二期
- 御峰
- 富匯豪庭
- 君悅酒店
- 香港會議展覽中心
- K11
- 和富中心
- 羅桂祥茶館
- 車公廟
- 香港理工大學七期
- 香港科技大學新教學大樓
- 亞洲貨櫃物流中心
- 中華人民共和國外交部駐香港特別行政區特派員公署 [2]
- 緹山
- 林海山城
- 龍駒道3號
- 浦發銀行大廈

## 海外作品
- 臺北文化體育園區
- 澳門新葡京酒店
- 廣州中信廣場
- 深圳華為培訓中心
- 重慶日月光中心廣場

## 相關
- 美國綠色建築協會

## 外部參考
1. 1 2 3 4 5  Kevin Sinclair (编).  4. Who's Who in Hong Kong Ltd.、Asianet Information Services Ltd. 1988: 225.
2. ↑  .   [2012-08-11]. （原始内容存档于2020-08-12）.

 （页面存档备份，存于）